# I Wouldn't Be EP
I Wouldn't Be EP è un album registrato in studio dei Kodaline.
È stato rilasciato il 13 ottobre 2017 e contiene le canzoni I Wouldn’t Be, Ready to Change, The Riddle e Blood and Bones.